# Sololá
Sololá a guatemalai Sololá megye székhelye.

## Fekvése
A város Guatemala középpontjától kissé délnyugatra, Sololá megye középpontjától északkeletre fekszik, nem messze az Atitlán-tó északi partjától. A mintegy 140 km-re fekvő fővárossal, Guatemalavárossal a CA1 interamerikai út köti össze, emellett még három megyei szintű út is érinti Sololát. A várost körülölelő közigazgatási egység, Sololá község átlagos tengerszint feletti magassága 2123 méter. A tóparthoz közelebb mérsékeltebb, északabbra hidegebb az éghajlat. Két évszak különül el a térségben: a tél és a nyár.

## Története
A település neve szinte bizonyos, hogy a Tzolojha’ vagy Tz’olojya’ szóból származik, de ennek jelentésére két elmélet van. Az egyik szerint ez kakcsikel, kicse és cutuhil nyelven „bodzavizet” jelent, utalva ezzel arra a vízre, amit a környéken bőven növő bodzából nyernek ki, a másik magyarázat szerint pedig olyasmit jelent, hogy „visszatérés a vízhez”.
A spanyol gyarmatosítók megérkezése előtt a cutuhilek, később a kicsék és a kakcsikelek éltek ezen a területen. Miután a spanyolok megérkeztek, 1547-ben alapították meg az Asunción de Nuestra Señora de Tecpán Atitlán nevű települést, amelynek nevében a Tecpán Atitlán jelentése: „Atitlán urának palotája”. Ez a település ismert volt még Tzolha’ és Asunción Sololá néven is, később ez utóbbi névből csak a Sololá maradt meg.
1825-ben az alkotmányozó nemzetgyűlés hét megyére osztotta az országot, amelyek egyike Suchitepéquez-Sololá megye volt, ugyanekkor a települést villa (város) rangra emelték. 1882-ben San Jorge községet is Sololához csatolták, majd a település különböző leírások szerint vagy 1924-ben, vagy 1951-ben még magasabb városi rangot, ciudad rangot kapott. 1921 júniusában egy kormányzati megegyezés lehetővé tette, hogy Sololában kórház létesüljön: ez lett a későbbi Juan de Díos Rodas Nemzeti Kórház. Arra is már 1920-ban megkapták a lehetőséget a kormánytól, hogy bevezessék a városba az elektromosságot, de erre végül csak 1924-ben került sor. Az 1976-os guatemalai földrengés Sololát is érintette, igaz, nem olyan súlyosan, mint más országrészeket.
1993-ban felkelés tört ki a városban amiatt, hogy a guatemalai hadseregbe erőszakkal kezdték besorozni az indián fiatalokat. 1995-ben első alkalommal választottak indián (konkrétan kakcsikel) származású polgármestert. 2005-ben újabb tüntetéseket tartott a lakosság egy része, tiltakozva az ellen, hogy indián falvak területén külszíni bányákat akartak nyitni. A tüntetés zavargásba fulladt, egy ember életét vesztette, és többen megsérültek.

## Gazdaság
A megyeszékhelyen számos embernek ad munkát a kereskedelem és a szolgáltatási szektor, de itt és a várost körülölelő közigazgatási egység, Sololá község területén jelentős a mezőgazdaság és a kézműves ipar szerepe is. A város környékén főként kukoricát és babot termesztenek saját célokra, valamint piacra zöldségeket (főként krumplit, sárgarépát, káposztát, hagymát, koriandert, karfiolt, céklát és retket) és gyümölcsöket. Sokan tartanak szárnyasokat, valamint jóval kevesebben sertéseket és méheket. A kézművesek többségében nők, akik nem csak saját célra készítenek használati tárgyakat, hanem a piacokon értékesítik is azokat: a termékek egy kis része még külföldre is eljut. Fő termékeik a ruházati cikkek, a fabútorok, a faragott tárgyak (például játékok, állatfigurák, álarcok), a fűzött gyöngyből készült csecsebecsék, egyéb ékszerek, kutyáknak való nyakörvek, valamint a lekvárok és befőttek, főként őszibarackból, bodzából, almából és szilvából. A város környékén a bányászat nem jelentős, néhány helyen homokot termelnek ki kezdetleges eszközökkel.

## Nevezetességek
A város központjában elterülő, négyzet alakú park déli oldalán áll a katolikus templom, nyugati oldalán pedig a város talán legnevezetesebb épülete, az úgynevezett „közép-amerikai torony” (Torre Centroamericana). Ezt a 26 méter magas, díszes tornyot 1914-ben kezdték el építeni. A benne elhelyezett harang 15 percenként szólal meg.

## Képek

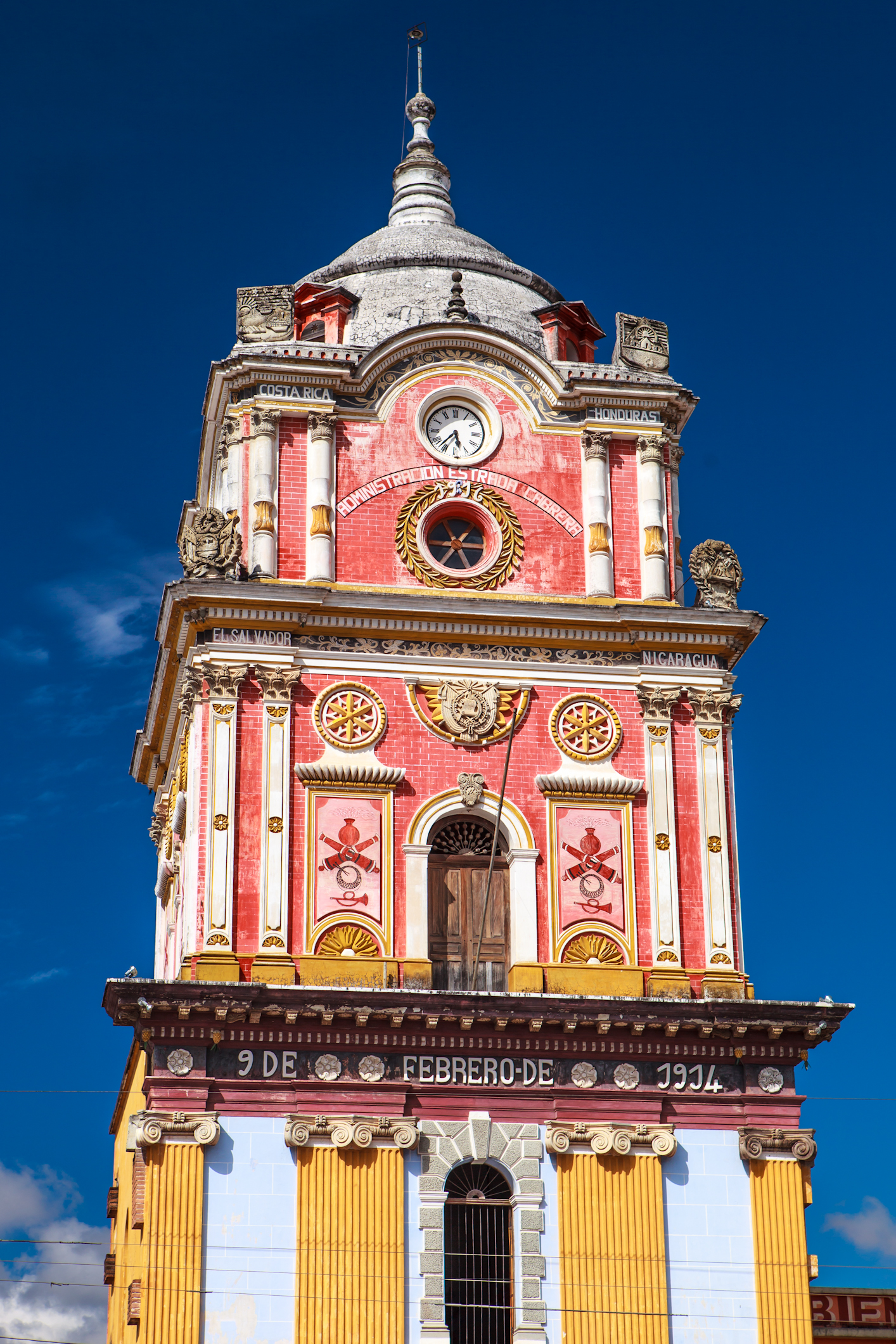
A „közép-amerikai torony” a főtéren
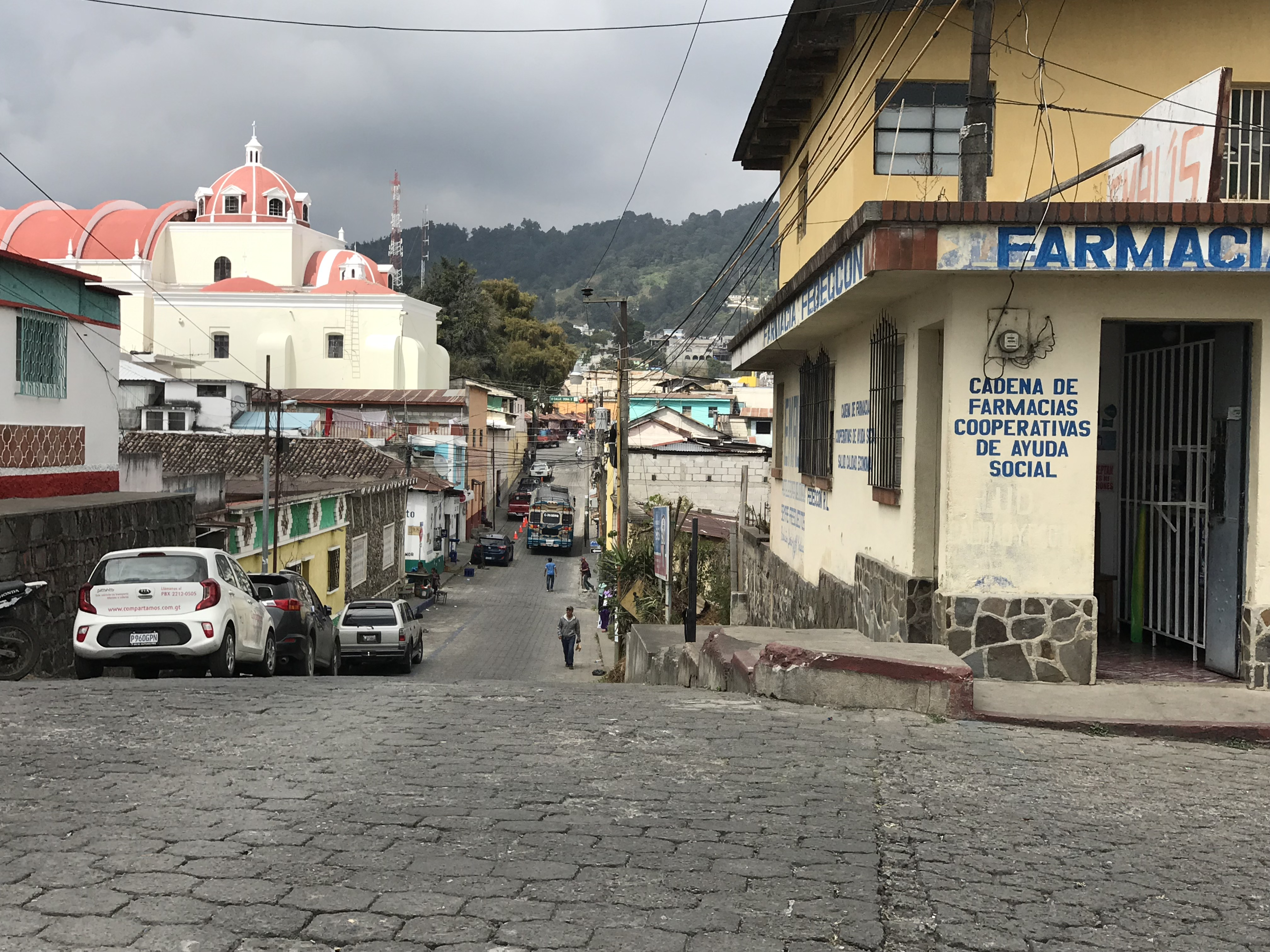
Utcakép
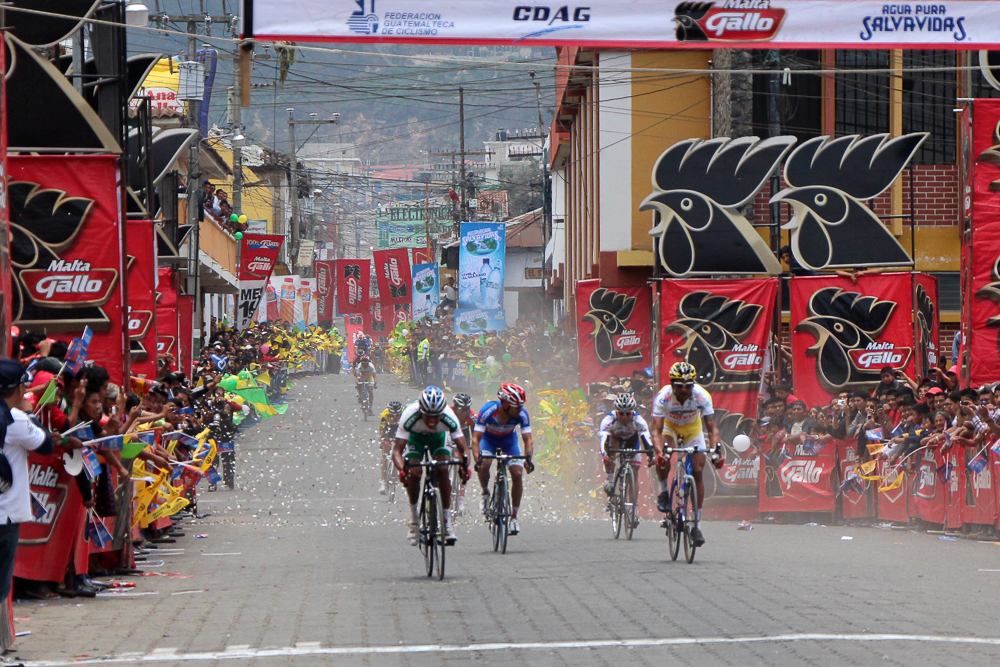
Kerékpárverseny a városban
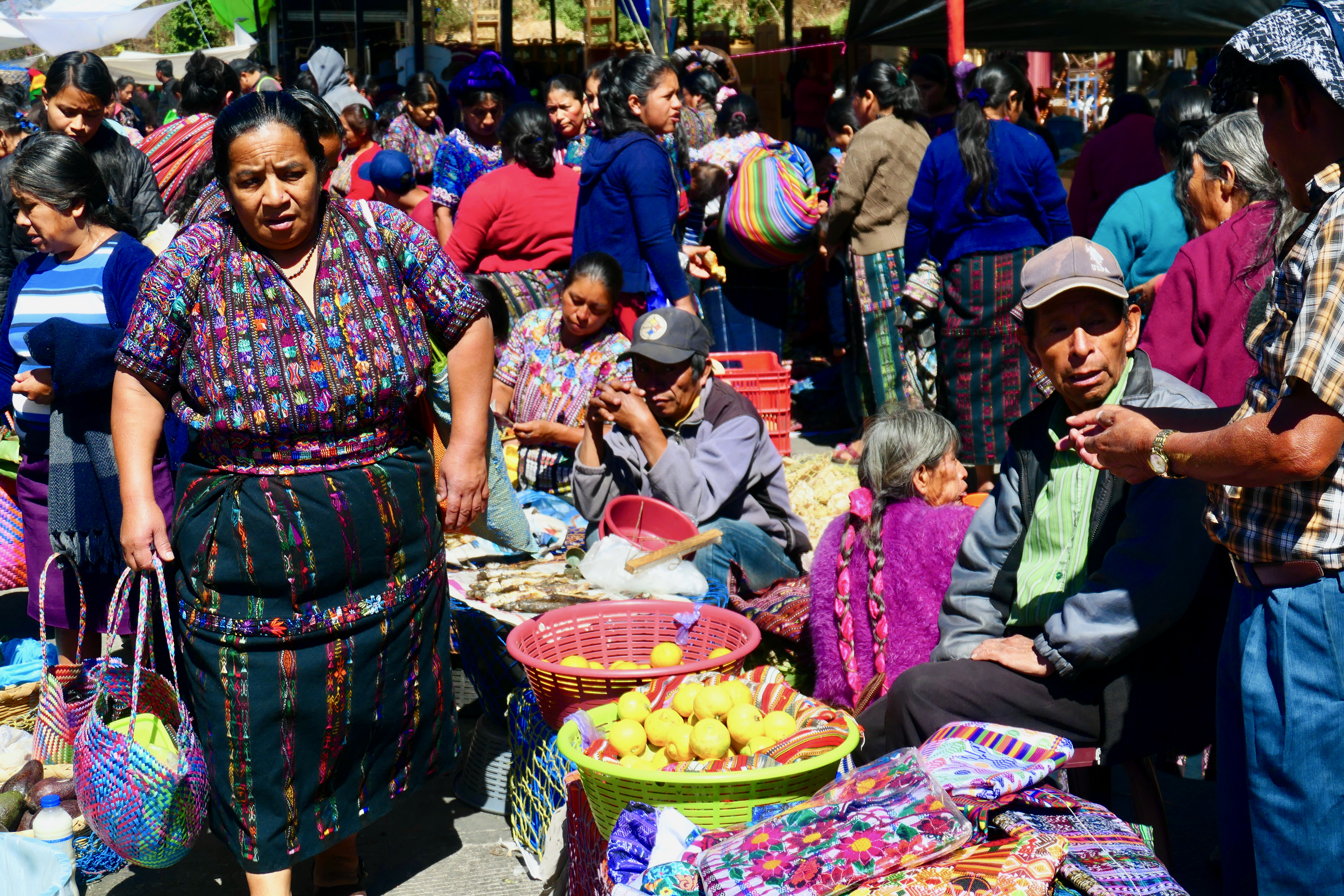
Piaci forgatag